# Tavë Elbasani

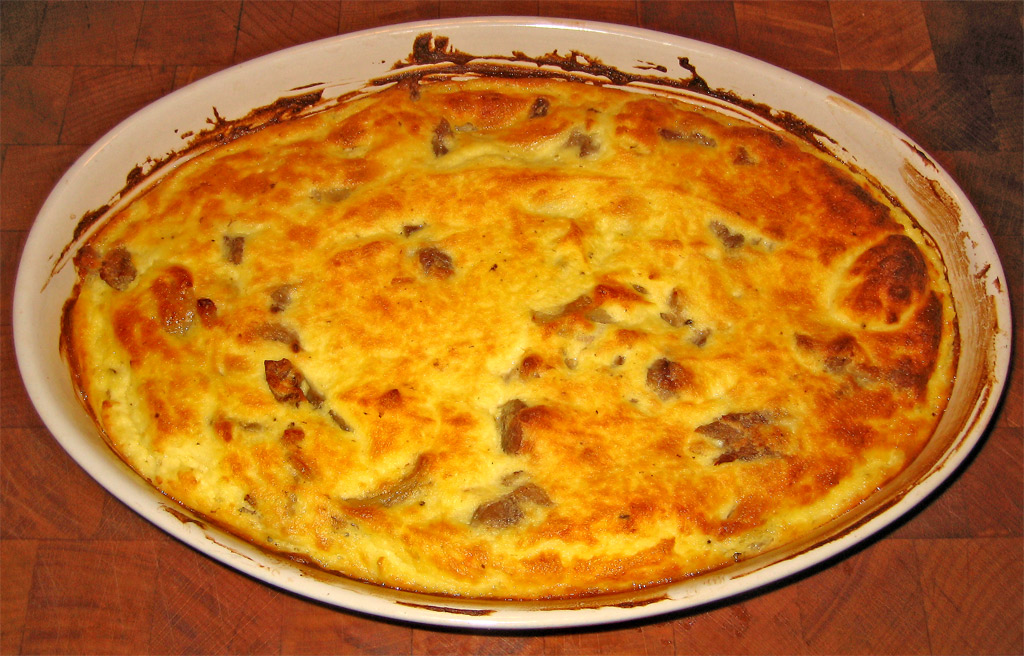
Tavë Elbasani bzw. Tavë kosi in einer Auflaufform

Tavë Elbasani (andere Namensform: Tavë kosi) ist eine aus dem albanischen Kulturraum stammende Hauptspeise in der Art eines Auflaufs. Sie besteht aus gebackenem Schafs- oder Lammfleisch in einer gewürzten Soße aus Dickmilch (albanisch kos) und Eiern. Das Gericht ist nach der Stadt Elbasan in Albanien benannt, wo die Speise ihren Ursprung hat.
Das ursprüngliche Gericht kennt heute viele Variationen. Oft wird auch etwas Reis dazugegeben. Anstatt Dickmilch wird auch gewöhnlicher Joghurt verwendet. Auch Kalb- und Rindfleisch sind als Zutaten beliebt.